# Stjepan Deverić
Stjepan Deverić (* 20. August 1961 in Velika Gorica) ist ein ehemaliger jugoslawisch-kroatischer Fußballspieler.

## Karriere
Deverić begann seine Karriere 1979 bei Dinamo Zagreb. Er wurde in dieser Zeit jugoslawischer Meister und zweimal jugoslawischer Pokalsieger. In seiner Zeit in Zagreb wurde er in die jugoslawische Nationalmannschaft für die Fußball-Weltmeisterschaft 1982 in Spanien berufen, wo er nicht eingesetzt wurde. Bei der Fußball-Europameisterschaft 1984 in Frankreich (Jugoslawien schied in der Gruppenphase aus) wurde Deverić einmal eingesetzt. Im gleichen Jahr gewann er mit der jugoslawischen Mannschaft die Bronzemedaille bei den Olympischen Spielen 1984 in Los Angeles.
1984 wechselte er zu Hajduk Split, wo er jugoslawischer Pokalsieger wurde. Von 1987 bis 1991 war er wieder bei Dinamo Zagreb unter Vertrag. 1991 ging er nach Österreich zum SK Sturm Graz. 1993 hängte er noch ein Jahr in der steirischen Landesliga beim SV Lebring an. Danach beendete Deverić seine Karriere.
Nach seiner Spielerkarriere trainierte er noch NK Zagorec, HNK Segesta, NK Marsonia und HŠK Zrinjski Mostar, sowie in der Dinamo Zagreb-Fußballschule.

## Erfolge
- einmal jugoslawischer Meister 1982
- dreimal jugoslawischer Pokalsieger 1980, 1983, 1987
- Bronzemedaille Olympia 1984